# Запаранюк Руслан Васильович
Запаранюк Руслан Васильович (нар. 19 серпня 1974, село Нижні Станівці Вижницького району Чернівецької області} — український політик, голова Чернівецької обласної державної адміністрації (з 11 липня 2022 року).

## Життєпис
У 1997 році закінчив Чернівецький державний університет ім. Ю. Федьковича за спеціальністю «фізик, викладач», у 2003 році — Чернівецький торговельно-економічний інститут Київського національного торговельно-економічного університету за спеціальністю «економіст з обліку та аудиту».
Працював на різних посадах у фінансовому секторі Чернівецької області. З липня 2014 року до липня 2022 року — начальник філії Чернівецького обласного управління АТ «Державний ощадний банк України».
Засновник громадської організації «Буковинський оберіг», що працювала у сфері права. У 2020 році балотувався до Чернівецької обласної ради від партії «Єдина Альтернатива».
З 11 липня 2022 року — голова Чернівецької обласної державної адміністрації.
У квітні 2023 року очолив обласний осередок партії «Слуга народу».

## Сімейний стан
Одружений, виховує сина.